# Horbaniwka (obwód lwowski)
Horbaniwka (ukr. Горбанівка) – wieś na Ukrainie, w obwodzie lwowskim, w rejonie złoczowskim, w hromadzie Podkamień. 
W latach 1959-2020 miejscowość należała do rejonu brodzkiego.